# Оглтри, Чарли
Чарльз С. Оглтри (англ. Charles S. Ogletree, 11 октября 1967, Гринвилл) — американский яхтсмен, участник четырёх Олимпиад, серебряный призёр Игр 2004 года и чемпионата мира в классе «Торнадо», чемпион Северной Америки в классах J/22 и «Торнадо».

## Карьера
Чарльз Оглтри начал заниматься парусным спортом в возрасте шести лет на лодке класса Санфиш. Позднее он поступил в подготовительную школу Фавор Академи (штат Массачусетс), известную хорошим уровнем подготовки яхтсменов. После школы Оглтри учился в Университете Олд Доминион, который закончил со степенью бакалавра по английскому языку. Во время учёбы на четвёртом курсе, в 1989 году, он вошёл в символическую сборную студенческого чемпионата по парусному спорту.
В 1992 году экипаж Оглтри занял шестое место на национальных отборочных соревнованиях к Олимпиаде в Барселоне в классе 470. После этого его напарник Джон Ловелл уговорил Чарли перейти в класс Торнадо. В 1993 году их экипаж выиграл регату в Майами, а спустя несколько месяцев они стали победителями чемпионата страны.
В 1996 году Оглтри и Ловелл впервые выступили на Олимпийских играх. Затем их экипаж принимал участие ещё в трёх Олимпиадах подряд. В 2004 году они стали серебряными призёрами чемпионата мира в Пальма-де-Мальорке и Олимпийских игр в Афинах. На Играх в Пекине в 2008 году они были единственными представителями США в соревнованиях по парусному спорту.
С 2011 по 2012 год Оглтри занимал должность шкипера национальной сборной Китая. В 2012 году выступал за команду Oman Air в гонках Extreme Sailing Series.
Введён в зал славы Университета Олд Доминион (2005).